# الاستفتاء الدستوري الإيطالي 2016
الاستفتاء الدستوري الإيطالي 2016 تم إجراء استفتاء دستوري في إيطاليا في 4 ديسمبر 2016. سُئل الناخبون عما إذا كانوا قد وافقوا على قانون دستوري يعدل الدستور الإيطالي لإصلاح تركيبة وسلطات البرلمان الإيطالي، وكذلك تقسيم السلطات بين الدولة والأقاليم والكيانات الإدارية.
تم تقديم مشروع القانون الذي قدمه رئيس وزراء إيطاليا آنذاك ماتيو رينزي وحزبه الديمقراطي من يسار الوسط لأول مرة من قبل الحكومة في مجلس الشيوخ في 8 أبريل 2014. بعد إجراء العديد من التعديلات على القانون المقترح من قبل كل من مجلس الشيوخ ومجلس النواب، حصل مشروع القانون على الموافقة الأولى في 13 أكتوبر 2015 من مجلس الشيوخ و11 يناير 2016 من مجلس النواب، وفي النهاية الموافقة الثانية والأخيرة في 20 يناير 2016 من مجلس الشيوخ و12 أبريل 2016 من مجلس النواب.
وفقًا للمادة 138 من الدستور تمت الدعوة إلى استفتاء بعد طلب رسمي لأكثر من خمس أعضاء مجلسي الشيوخ والنواب، نظرًا لعدم الموافقة على القانون الدستوري بأغلبية مشروطة الثلثين في كل مجلس من مجلسي البرلمان في التصويت الثاني. صوّت 59.11٪ من الناخبين ضد الإصلاح الدستوري، ما يعني أنه لم يدخل حيز التنفيذ. كان هذا ثالث استفتاء دستوري في تاريخ الجمهورية الإيطالية. وكان الاثنان الآخران في عام 2001 حيث تمت الموافقة على القانون المعدل وفي عام 2006 حيث تم رفضه.
لو وافق الناخبون على القانون الدستوري لكان قد حقق أكبر إصلاح دستوري في إيطاليا منذ نهاية النظام الملكي، ليس فقط التأثير على تنظيم البرلمان ولكن أيضًا للتحسين وفقًا لمؤيديه على ضعف استقرار الحكومة في البلاد. انتقدت أحزاب المعارضة ورجال القانون المعروفون مثل جوستافو زاجريبلسكي وستيفانو رودوتا بشدة مشروع القانون، مدعين أنه تم كتابته بشكل سيئ وكان سيجعل الحكومة أكثر قوة.
بعد الفوز الواضح في التصويت بـ "لا"، قدم رينزي استقالته من منصب رئيس الوزراء. تم اختيار باولو جينتيلوني ليحل محله في 11 ديسمبر.

## النتائج
رفض ما يقرب من 19.500.000 ناخب الإصلاح (59.11٪)، بينما وافق عليه ما يقرب من 13.500.000 ناخب (40.88٪). كانت نسبة المشاركة (65.47٪) الأعلى إلى حد بعيد مقارنة بالاستفتاءات الدستورية الأخرى في إيطاليا: في عام 2001 كانت نسبة التصويت منخفضة للغاية (34.10٪)، وفي عام 2006 كانت أعلى لكنها بالكاد تجاوزت نصف العدد الإجمالي للناخبين المؤهلين (52.46٪).